# Giovanni Bracalone de Carlonibus
Giovanni Bracalone de Carlonibus, meglio noto come Giovanni Brancaleone (Genazzano, ... – Genazzano, 1525), è stato un condottiero italiano, uno dei 13 italiani che combatterono contro altrettanti francesi nella storica disfida di Barletta del 1503.

## Biografia
Di Giovanni Bracalone non si conoscono con precisione l'anno e il luogo di nascita, ma si suppone che sia nato a Genazzano, dove visse per molto tempo. Bracalone divenne cavaliere al servizio della famiglia Colonna. Combatté in Puglia contro i Francesi al seguito di Prospero Colonna e fu tra i cavalieri che nel 1503 vennero scelti per la disfida di Barletta. Insieme a Giovanni Capoccio si recò al campo francese a portare il cartello di sfida. Nel 1512 partecipò alla battaglia di Ravenna al seguito di Fabrizio Colonna e nel 1515 partecipò alla battaglia di Villafranca Piemontese al seguito di Prospero Colonna. Come ricompensa dei suoi servizi ricevette in dono dai Colonna il feudo di Zancati e si ritirò a Genazzano dove morì.